# Matt & Kim
Matt & Kim sono un duo indie rock statunitense formatosi a Brooklyn nel 2005 e composto da Matt Johnson e Kim Schifino. Il duo è principalmente conosciuto per l'atteggiamento "fai da te" nei confronti della propria musica e per il suo ampio repertorio di generi musicali.

## Storia

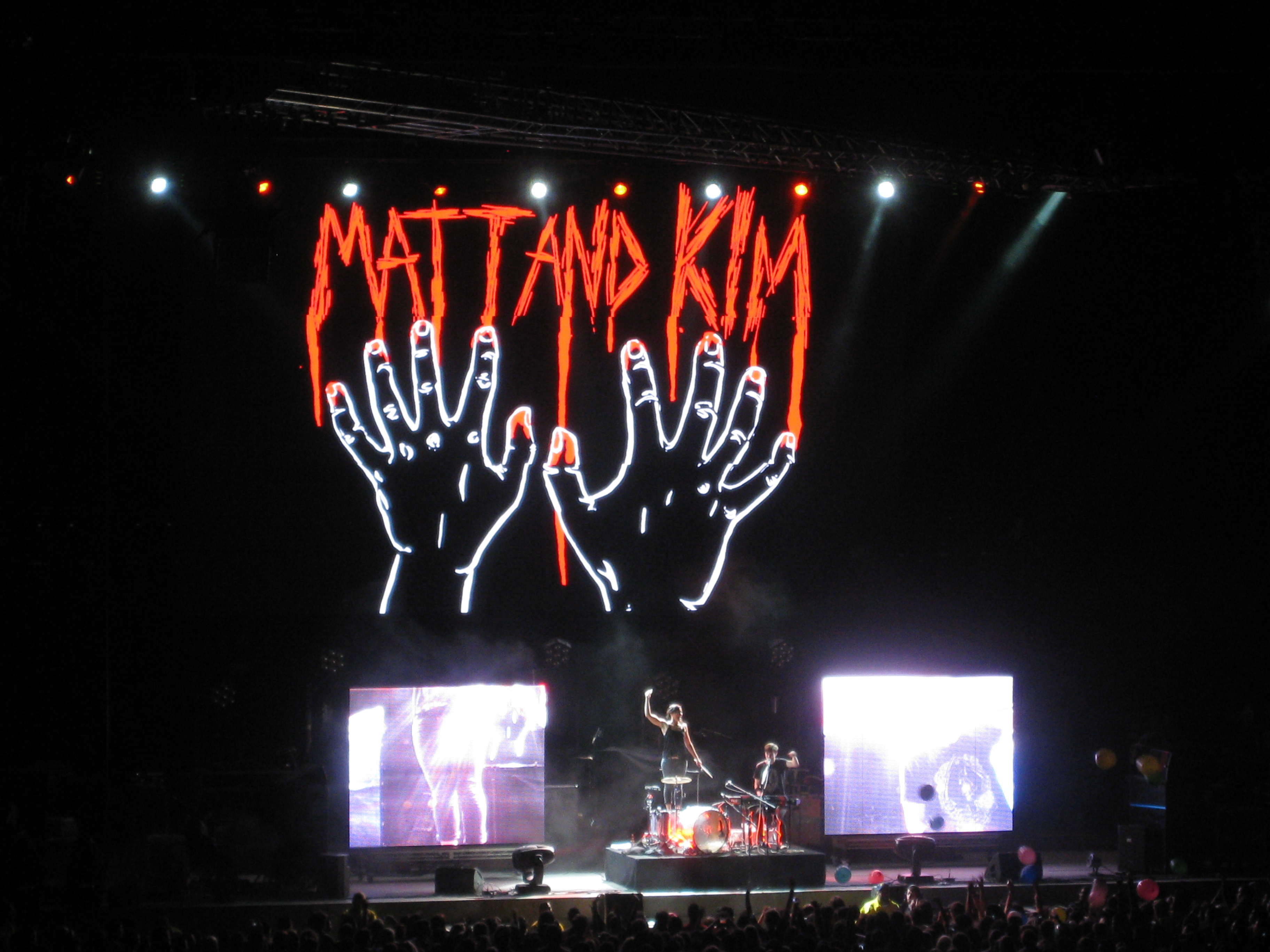
Matt & Kim si esibiscono all'Honda Civic Tour 2009

In seguito al successo del loro primo album, il duo, in cerca di un'etichetta, firmò un contratto con la Fader Label tramite il manager Kevin Patrick. Il loro secondo album, Grand, è stato pubblicato il 20 gennaio 2009.
Il video per Lessons Learned, nel quale il duo si spoglia in Times Square, è stato girato a febbraio del 2009. Il 13 settembre 2009 Matt & Kim vincono il Breakthrough Video Award per Lessons Learned all' MTV Music Awards 2009.
Il 2 novembre 2010 il duo ha pubblicato il terzo album, Sidewalks, ancora una volta con la Fader Label. Co-prodotto da Ben Allen e Matt, l'album adotta un suono più hip-hop rispetto ai due precedenti, mantenendo comunque lo stile per il quale sono conosciuti.
Matt & Kim sono stati il gruppo di supporto dei Blink-182 e dei My Chemical Romance nelle date selezionate dell'2011 Honda Civic Tour.
Il 22 giugno 2012 Matt & Kim hanno pubblicato un video con un corto di Let's Go, il primo singolo del loro quarto album, Lightning, la cui uscita è prevista per l'autunno del 2012.

## Formazione
- Matt Johnson - voce, tastiere (2005 - presente)
- Kim Schifino - voce, batteria (2005 - presente)

## Discografia parziale

### Album
- 2006 - Matt & Kim
- 2009 - Grand
- 2010 - Sidewalks
- 2012 - Lightning
- 2013 - Lightning Remixes
- 2015 - New Glow

### Singoli
- 2006 - Yea Yeah
- 2009 - Daylight
- 2009 - Lessons Learned
- 2009 - Good Ol' Fashion Nightmare
- 2010 - Cameras
- 2011 - Block After Block
- 2011 - I'm a Goner (feat. Soulja Boy e Andrew W.K.)